# Jordi Xammar Hernández
Jordi Xammar Hernández   (Barcelona, 2 de desembre de 1993) és un esportista català que competeix en vela en la classe 470.
Va participar en dos Jocs Olímpics d'Estiu, obtenint una medalla de bronze a Tòquio 2020, en la classe 470 (juntament amb el gallec Nicolás Rodríguez), i el 12è lloc a Rio de Janeiro 2016 en la mateixa classe.
Va guanyar tres medalles en el Campionat Mundial de 470 entre els anys 2018 i 2021, i tres medalles en el Campionat Europeu de 470 entre els anys 2017 i 2021.

## Palmarès internacional
| Jocs Olímpics     | Jocs Olímpics         | Jocs Olímpics | Jocs Olímpics |
| Any               | Lloc                  | Medalla       | Classe        |
| ----------------- | --------------------- | ------------- | ------------- |
| 2021              | Tòquio ( Japó)        | 3             | 470           |
| Campionat mundial |                       |               |               |
| Any               | Lloc                  | Medalla       | Classe        |
| 2018              | Aarhus ( Dinamarca)   | 3             | 470           |
| 2019              | Enoshima ( Japó)      | 2             | 470           |
| 2021              | Vilamoura ( Portugal) | 3             | 470           |
| Campionat europeu |                       |               |               |
| Any               | Lloc                  | Medalla       | Classe        |
| 2017              | Mònaco ( Mònaco)      | 3             | 470           |
| 2019              | San Remo ( Itàlia)    | 2             | 470           |
| 2021              | Vilamoura ( Portugal) | 2             | 470           |